# Caligula (serie animata)
Caligula (カリギュラ?, Karigyura) è una serie televisiva anime prodotta dallo studio Satelight ed andata in onda dall'8 aprile al 24 giugno 2018. La serie è tratta dal videogioco The Caligula Effect.

## Personaggi
Ritsu Shikishima (式島 律?)
Doppiato da: Chiharu Sawashiro
μ
Doppiata da: Reina Ueda
Izuru Minezawa (峯沢 維弦?)
Doppiato da: Yūichirō Umehara
Shogo Satake (佐竹 笙悟?, Satake Shougo)
Doppiato da: Shunsuke Takeuchi
Aria (アリア?, Aria)
Doppiata da: Asami Shimoda
Ike-P (イケP?, Ike-P)
Doppiato da: Sōma Saitō
Suzuna Kagura
Doppiata da: Minami Tanaka
Kotono Kashiwaba (柏葉 琴乃?, Kashiwaba Kotono)
Doppiata da: Rie Murakawa
Mirei (ミレイ?, Mirei)
Doppiata da: Eriko Nakamura
Marie Mizuguchi (水口茉莉絵?)
Doppiata da: Mai Fuchigami
Naruko Morita
Doppiata da: Ari Ozawa
Shadow Knife (シャドウナイフ?, Shadou Naifu)
Doppiato da: Yuuma Uchida
Mifue Shinohara
Doppiata da: Rie Takahashi
Shonen-Doll
Doppiato da: Yumiri Hanamori
Thorn
Doppiata da: Yuka Ōtsubo
Sweet-P (スイートP?, Suiito-P)
Doppiata da: Emi Nitta
Kotaro Tomoe (巴 鼓太郎?, Tomoe Kotarou)
Doppiato da: Yoshimasa Hosoya

## Anime
La FuRyu Corporation ha annunciato durante una livestream che The Caligula Effect avrebbe avuto un adattamento televisivo anime in uscita ad aprile 2018. La serie è diretta da Jun'ichi Wada dello studio Satelight. Le sigle di apertura e chiusura sono rispettivamente "Paradigm Box" di Chiharu Sawashiro e Shunsuke Takeuchi, e "Hypno" di Minami Tanaka, Rie Murakawa, Ari Ozawa e Rie Takahashi. La serie consta di 12 episodi distribuiti in streaming su Crunchyroll.
| Nº | Titolo italiano Giapponese 「Kanji」 - Rōmaji | In onda        | In onda |
| Nº | Titolo italiano Giapponese 「Kanji」 - Rōmaji | Giapponese     |         |
| 1  | Quando la calma svanisce ti allontani dalla realtà o dalla verità. 「冷静さを見失うと、真実と真理にたどり着くことはできない。」 - Reiseisa o miushinau to, shinjitsu to shinri ni tadoritsuku koto wa dekinai. | 8 aprile 2018  |         |
| 2  | Ansia, irritazione e altre emozioni negative influenzano anche gli altri. 「不安、焦燥などといった負の感情は他人を巻き込んでいく。」 - Fuan, shōsō nado to itta fu no kanjō wa tanin o makikonde iku. | 15 aprile 2018 |         |
| 3  | Perché viviamo? Più ricerchiamo il significato della vita, più diventiamo confusi. 「何故、生きているのか？人生について突き詰めて行けば行くほど、混乱してしまう。」 - Naze, ikite iru no ka? Jinsei ni tsuite tsukitsumete ikeba iku hodo, konran shite shimau.                                                                     | 22 aprile 2018 |         |
| 4  | Solo rispettando te stesso ti farai rispettare anche dagli altri. 「自分の存在を認めない人間は、他人からも尊敬されない。」 - Jibun no sonzai o mitomenai ningen wa, tanin kara mo sonkeisarenai. | 29 aprile 2018 |         |
| 5  | Tutti soffriamo. Ma chi non si accorge delle ferite non può essere guarito. 「誰でも傷つくことはある。だが、傷ついていることに気付かない者は癒やされない。」 - Daredemo kizutsuku koto wa aru. Daga, kizutsuite iru koto ni kidzukanai mono wa iyasarenai.                                                                          | 6 maggio 2018  |         |
| 6  | Guardare avanti non rappresenta in sé un progresso. È importante capire anche la propria situazione. 「前向きなだけが前進とは言えない。状況を知ることも大切な一歩だ。」 - Maemuki na dake ga zenshin to wa ienai. Jōkyō o shiru koto mo taisetsu na ippo da.                                                                        | 13 maggio 2018 |         |
| 7  | Quando sei in una situazione disperata, diventa ancora più importante mantenere il sorriso. 「絶望的な状況である時こそ、笑顔をたたえることが必要だ。」 - Zetsubōteki na jōkyō de aru toki koso, egao o tataeru koto ga hitsuyō da.                                                                                                  | 20 maggio 2018 |         |
| 8  | La tua vita non dovrebbe essere la fotocopia di quella altrui. Per quanto la tua mano possa essere malferma, dovresti disegnarla da solo. 「人生とは、他人の設計図で作るものではない。どんなに稚拙でも自分で描くべきだ。」 - Jinsei to wa, tanin no sekkeizu de tsukuru monode wa nai. Donnani chisetsu demo jibun de kaku beki da. | 27 maggio 2018 |         |
| 9  | Anche se il danno è fatto, puoi sempre scegliere come reagire. 「何かが起こってしまった後であっても、何をするかは自分で選択できる。」 - Nanika ga okotte shimatta ato de atte mo, nani o suru ka wa jibun de sentaku dekiru. | 3 giugno 2018  |         |
| 10 | Caligula | 10 giugno 2018 |         |
| 11 | Le persone cercano sempre la risposta giusta. Ma l'importante è davvero che lo sia? 「人は常に正解を求める。だが、正しければ本当にそれでいいのか？」 - Hito wa tsuneni seikai o motomeru. Daga, tadashikereba hontōni sore de ī no ka?                                                                                              | 17 giugno 2018 |         |
| 12 | Distruggi gli ideali (te stesso) e ritorna alla realtà (all'inferno). 「理想 [きみ] を壊して, 現実 [じごく] へ帰る--。」 - Risō (kimi) o kowashite, genjitsu (jigoku) e kaeru. | 24 giugno 2018 |         |